# フライリーフ

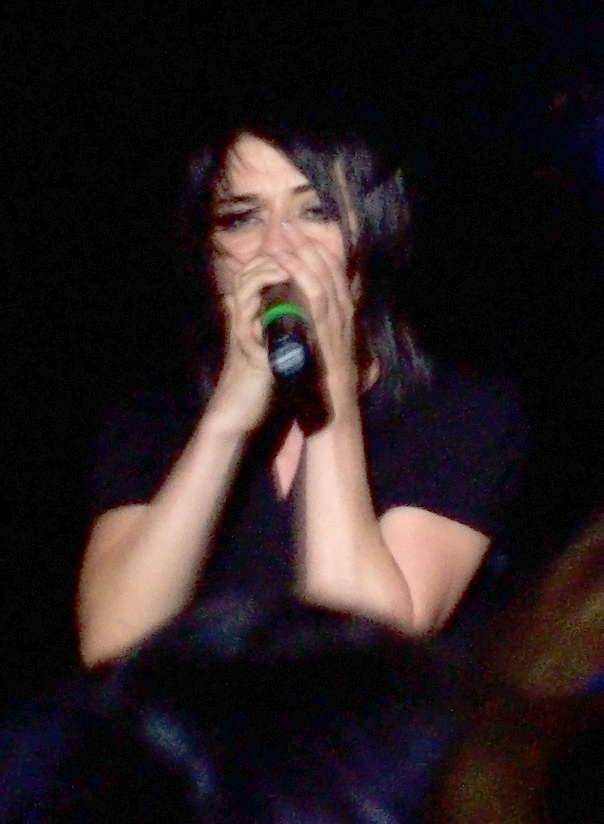
レイシー・シュトゥルム（モーズリー）

フライリーフ（Flyleaf）は、2000年にアメリカ合衆国テキサス州ベル郡にて結成された5人組クリスチャン・ロック・バンド。紅一点であるボーカル、レイシー・シュトゥルムの可憐なクリーンボイスと力強いスクリームが特徴。

## 来歴
ボーカルであるレイシー・シュトゥルムは、早くからドラムのジェームズ・カルペッパーと音楽活動を始めた。その後、ギタリストであるシャレド・ハートマンとサマー・バッタチャリアが加入。また、ベーシストとしてパット・シールズが加入した。
バンドは3枚のEPを発表して、2004年に「Runt Entertainment」の下で2年間にわたってテキサスで単独による100回以上のショーを行った。当初、ニューヨークのRCAレコードと契約をめざしていたがOctone Recordの社長がバンドに非常に興味をもち、2004年1月7日、Octone Recordはウェブサイトでフライリーフとのレーベル契約を発表した。その後、2004年3月にフライリーフはシアトルへ活動拠点を移行。EPを販売促進するために、ブレイキング・ベンジャミン、ステインド、3ドアーズ・ダウンと共にツアーを行った。2004年10月、EPが店頭に並び、彼らにとって初となる公式シングルとビデオが発売された。
2005年、バンドはハワード・ベンソンをプロデューサーに迎えて最初のフル・アルバムをレコーディングし、10月4日にアルバム『フライリーフ』を発売。このデビュー・アルバムからのシングルは「I'm So Sick」「Fully Alive」「All Around Me」であった。2006年夏、バンドは「Family Values Tour 2006」を行う。ツアー中に未発表曲等を含むEP『Music As A Weapon』を発売。収録曲は「Much Like Falling」「Justice And Mercy」「Christmas Song」（「Much Like Falling」「Justice And Mercy」は、後にEP『Much Like Falling』に収録）。EPの販売収益の一部は、ワールド・ビジョン（福祉団体）へ寄贈された。
2007年、フライリーフはスリー・デイズ・グレイスとのツアーを敢行。Soundwave Festivalを含むオーストラリア・ツアーも行った。また、ストーン・サワー、Forever Neverと共にヨーロッパ・ツアーを行った。2007年春には「Justice & Mercy Tour」も行っている。「I'm So Sick」のプロモーション・ビデオが、2007年の映画『ダイ・ハード4.0』に少しだけ登場した。ちなみに、「I'm So Sick」は阪神タイガースのジェフ・ウィリアムス投手の2009年度のテーマ曲として使用された。また、リミックス・バージョンの「I'm So Sick」が映画『バイオハザードII アポカリプス』のサウンドトラックに起用されている。人気ゲーム『ギターヒーロー3 レジェンド オブ ロック』にて新曲「Tina」を発表。またこの頃、「I'm So Sick」が、ロックチャートをにぎわすようになる。
10月30日、フライリーフは「Much Like Falling」をデジタルEPで発表した。収録曲は「Much Like Falling」、「Supernatural」、限定リリースだった「Tina」、ファンに人気の高い「Justice Mercy」。このデジタルEPは、彼らのデビュー・アルバムの再発拡張盤や、iTunesでも聴くことができる。
2008年4月26日、MTV2において彼らのファースト・アルバムからの4作目となるビデオ「Sorrow」をリリース。春にシーザーと共にツアーを行った際に、ボーカルであるレイシーが声に変調をきたしたため、5つのライブの中止を余儀なくされた。
アルバム『Memento Mori』は、2009年11月10日にリリースされ、全米アルバムチャートにて初登場8位を記録した。
2012年10月、3作目のスタジオ・アルバム『New Horizons』をもってレイシーの脱退が発表された。
パット・シールズはレイシーの代わりとして、Vederaの元ボーカルであるクリステン・メイの加入を明らかにし、2014年9月にアルバム『Between the Stars』をリリースするが、2016年8月15日にクリステン・メイは自身の脱退を発表した。脱退の理由として、家族との時間を大切にしたい気持ちと、フライリーフのメンバーとしての実感が抱けなかったことを挙げている。
2022年11月、レイシーが復帰し活動を再開。

## キリスト教信仰について
バンドの5人のオリジナル・メンバーはクリスチャンである。信仰は、彼らの音楽に深く影響している。しかし、リードシンガーであったレイシーは、それがフライリーフをキリスト教バンドしてと厳しく律しているかと問われると、必ずしもそう思っているわけではないと答える。
「バンドメンバーは、同じ信仰を共有しています。
そして、我々が他のすべての『クリスチャン・バンド』を考えるとき、我々は、P.O.D.というバンドが言った、
『あなたがキリスト教徒であるならば、それはあなたの人生すべてに影響を及ぼします。
あなたが配管工であるならば、それは、あなたをクリスチャンの配管工にしますか?』という言葉を思い出します」
また、レイシーは
「私は、それに対する答えを知りません。
我々は、バンドであって、それは我々が誰であるかという部分で、我々の音楽にも影響するでしょう。
そして、我々が音楽をやる上でのエネルギー源にもなります。信仰を得て、私の人生は救われました。
そして、私はそれを全く恥じていません。
そして、大部分の我々のアルバムは、信仰を反映しています」
と述べている。

## メンバー

### 現メンバー
- ジェームズ・カルペッパー （James Culpepper） – ドラム（2002年 - ）
- サマー・バッタチャリア （Sameer Bhattacharya） – ギター（2002年 - ）
- シャレド・ハートマン （Jared Hartmann） – ギター（2002年 - ）
- パット・シールズ （Pat Seals） – ベース（2002年 - ）
- レイシー・シュトゥルム （Lacey Sturm）  – ボーカル（2002年 - 2012年、2022年 - ） ※旧姓はモーズリー （Mosley）

### 過去に在籍したメンバー
- クリステン・メイ（Kristen May）  – ボーカル（2012年 - 2016年）[4]

## ディスコグラフィ

### スタジオ・アルバム
- 『フライリーフ』 - Flyleaf (2005年、A&M/Octone) ※全米セールス100万枚
- Memento Mori (2009年、A&M/Octone) ※全米初登場8位
- New Horizons (2012年、A&M/Octone)
- Between the Stars (2014年、Loud & Proud)

### EP
- Broken Wings (2002年、Dang! Studios)
- Passerby (2003年、Dang! Studios)
- Flyleaf (2004年、A&M/Octone)
- Music as a Weapon (2006年、A&M/Octone)
- Much Like Falling (2007年、A&M/Octone)
- Remember to Live (2010年、A&M/Octone)
- Who We Are (2013年、A&M/Octone)